# Земля (стихия)
Земля (стихия) — первичный элемент, второй из четырёх мировых стихий. Термин античной и средневековой натурфилософии, а также алхимии, оккультизма, астрологии, дхармических религий и т. п.
Её число — 2; её цвет — охра (жёлтый); символ — черта (|). Земля обладает непрерывной связью с другими элементами:
- она носитель стихии огня (•).[1]

В современной физике земле соответствует агрегатное состояние твёрдое тело.

## Союзы стихий
Союз стихий огня (•) и земли — İ — символизирует факел, свет знаний, всё освещающее и т. п. Числовое значение этой связи — 3 (1• + 2 |).

## В зодиаке
В тригон (тройку) зодиакальных символов стихии земли входят:
- Телец ♉;
- Дева ♍;
- Козерог ♑.